# Olubayi Olubayi
Olubayi Olubayi (Mawazo, Kenia 7 de noviembre de 1960) es un científico biólogo cuyo campo de investigación es la bacteriología. Es, además, divulgador, escritor y filántropo. Ha sido vicerrector/presidente de la Universidad Internacional de África Oriental en Uganda.

## Formación
En 1995 se doctoró en la Universidad Rutgers en biología vegetal con una tesis sobre la interacción celular de bacterias y plantas.

## Trayectoria profesional
Su investigación se centra en la biología de las interacciones bacteria-planta-célula.
Tiene una patente de investigación sobre la floculación de bacterias y ha publicado varios artículos académicos sobre microbiología, biotecnología y ciencias sociales.
Como divulgador, impartió clases en Middlesex College, donde además fue presidente del programa de biotecnología. Fue también profesor de microbiología en la Universidad de Rutgers durante 16 años, y ha impartido clases de pensamiento crítico en la Universidad Internacional de África Oriental. Es asesor externo de estudiantes de doctorado en el Programa de Investigación Kemri/Wellcome Trust de la Universidad de Oxford en Kilifi (Kenia).
Es presidente del Consejo Universitario de la Universidad de Cavendish en Uganda y miembro del Consejo Universitario de la Universidad KCA, Kenia.
Entre 2012 y 2013 fue consultor para la Política de Relaciones Étnicas y Raciales de la Comisión Nacional de Cohesión e Integración de Kenia (NCIC).

## Filantropía
Olubayi fue cofundador de la ONG Kiwimbi International y el Proyecto de Alfabetización Global estadounidense, que gestiona bibliotecas en varios países para ofrecer oportunidades de aprendizaje de servicios globales. Esta ONG ha enviado más de un millón de libros y cientos de ordenadores a países de África, el Caribe y Asia.
También es fundador y presidente del consejo asesor de la Organización Panafricana de Tutoría y Aprendizaje (PAMLO), asesor de la Organización Juvenil del distrito de Amagoro en Kenia y fundador del Proyecto de Autosuficiencia Chamasiri Harambee en Kenia, enfocados en promover la alfabetización y la autosuficiencia en el continente africano.
Es autor del libro "Educación para un Mundo Mejor” y una exploración académica innovadora de la cultura nacional emergente de Kenia.

## Artículos destacados
- Olubayi, Olubayi; Caudales, Rodulio; Atkinson, Amy; Neyra, Carlos A. (abril de 1998). «Differences in chemical composition between nonflocculated and flocculated Azospirillum brasilense Cd». Canadian Journal of Microbiology (en inglés). vol. 44 (nº 4): págs. 386-390. doi:10.1139/w98-002. Consultado el 6 de marzo de 2023.
- Olubayi, Olubayi; Atkinson, Amy; Neyra, Carlos A. Coaggregation of Azospirillum with other Bacteria: Basis for Functional Diversity. doi:10.1007/978-3-642-79906-8_48.
- Neyra C.A.; Atkinson L.A.; Olubayi O.; Sadasivan D.; Zaurov D.; Zappi E. (1999). «Novel microbial technologies for enhancement of plant growth and biocontrol of fungal diseases in crops». CIHEAM / IAV Hassan II Cahiers Options Méditerranéennes (en inglés) (París: Choukr-Allah R.). vol. 31: págs. 447-456. ISSN 1022-1379. Consultado el 6 de marzo de 2023.